# Cantón de Le Gosier-1
El cantón de Le Gosier-1 era una división administrativa francesa, que estaba situada en el departamento de Guadalupe y la región de Guadalupe.

## Composición
El cantón estaba formado por una fracción de la comuna que le daba su nombre:
- Le Gosier (fracción)

## Supresión del cantón de Le Gosier-1
En aplicación del Decreto nº 2014-235 de 24 de febrero de 2014, el cantón de Le Gosier-1 fue suprimido el 22 de marzo de 2015 y la fracción de la comuna que le daba su nombre se unió con la otra fracción para que, por medio de una reestructuración cantonal, se formaran dos nuevas fracciones, pasando una a ser la base del nuevo cantón de Le Gosier y la otra fracción pasara a formar parte del nuevo cantón de Les Abymes-3.